# Degallierister penatii
Degallierister penatii är en skalbaggsart som beskrevs av Yves Gomy 2001. Degallierister penatii ingår i släktet Degallierister och familjen stumpbaggar. Inga underarter finns listade i Catalogue of Life.